# Oste (flod)
Oste er en flod i den nordlige del af den tyske delstat Niedersachsen og en biflod til Elben fra venstre med en længde på 153 km. Den løber gennem landkredsene landkredserne Harburg, Rotenburg, Stade og Cuxhaven og munder ud i Elben nær Otterndorf. Den har et afvandingsområde på 1.711 km² og falder 31 meter fra kilde til udløb. Bifloder er Ramme, Aue, Twiste, Bade, Bever og Mehe.
Ved Gräpel og Brobergen er der færger over floden. Selv om floden er sejlbar, er der kun begrænset skibstrafik. 
Oste var indtil 30. juni 2010 en Bundeswasserstraße  i Zone 2 fra Mühlenwehr i Bremervörde til mundingen i Elben. Siden den 1. juli 2010 er den nu kun Bundeswasserstraße på en delstrækning på 210 meter fra vejbroen over slusen Ostesperrwerk til Ostemundingen. Herfor er Wasser- und Schifffahrtsamt Cuxhaven ansvarlig.
Hængefærgen Osten–Hemmoor krydser Oste mellem Osten og Hemmoor.

## Geografi
Floden har sit udspring i Landkreis Harburg nær Tostedt ved grænsen til Lüneburger Heide og løber vestover forbi Sittensen og Zeven, før den løber nordover gennem Bremervörde Rotenburg. Ved Bremervörde begynder tidevandet at påvirke floden, og derfor befinder der sig der en sluse (Sperrwerk) og en lille havn, sådan at der ved mellemste højvande derfra er muligt at sejle med små både og skibe med en dybgang indtil 2 m. Til sidst mæander(slynger) Oste, nu omgivet af diger, sig videre mod nord i retning af landsbyerne Hemmoor og Osten; på dette sted findes Tysklands ældste svævefærge. Floden udmunder på grænsen mellem kommunerne Belum i Landkreis Cuxhaven og Balje i Landkreis Stade i Elben.